# ماثيو هارفي كلارك
ماثيو هارفي كلارك (بالإنجليزية: Matthew H. Clark)‏ هو كاهن كاثوليكي أمريكي، ولد في 15 يوليو 1937 في ووترفورد ‏ في الولايات المتحدة.